# Phaedyma mucia
Phaedyma mucia är en fjärilsart som beskrevs av Gustaaf Hulstaert 1924. Phaedyma mucia ingår i släktet Phaedyma och familjen praktfjärilar. Inga underarter finns listade i Catalogue of Life.